# Orizzonte Sistemi Navali
OSN - Orizzonte Sistemi Navali S.p.A. è un'azienda italiana che opera nel settore dell'ingegneria e della sistemistica navale, progettando e realizzando unità navali militari, in particolare corvette, fregate e portaerei. Provvede quindi anche alla gestione di contratti di fornitura di grandi navi militari.

## Storia
È stata costituita nel 1994 ed ha assunto l’attuale configurazione nel 2002.
La compagine societaria è così articolata: 51% Fincantieri e 49% Leonardo, i due principali gruppi industriali italiani presenti a livello mondiale nel settore della difesa.

## Attività
Attraverso l’esperienza di team qualificati Orizzonte Sistemi Navali offre soluzioni e competenze per una progettazione integrata a livello Whole Warship, che supporti i requisiti funzionali e tecnici durante il ciclo di vita della Nave.
Le principali attività di OSN, in ottica di gestione del ciclo di vita, sono:
1. Ingegneria del Sistema Nave
2. Integrazione fisica e funzionale
3. Supporto logistico Integrato del Sistema Nave
  - Progettazione per una supportabilità sostenibile
  - Fornitura elementi del supporto (scorte, attrezzature, manuali, ecc..)
  - Adattamento del sistema di supporto del Cliente
  - Addestramento tecnico ed operativo equipaggi
  - Fornitura servizi di supporto in esercizio (In Service Support)